# Adriaen Thomasz Key

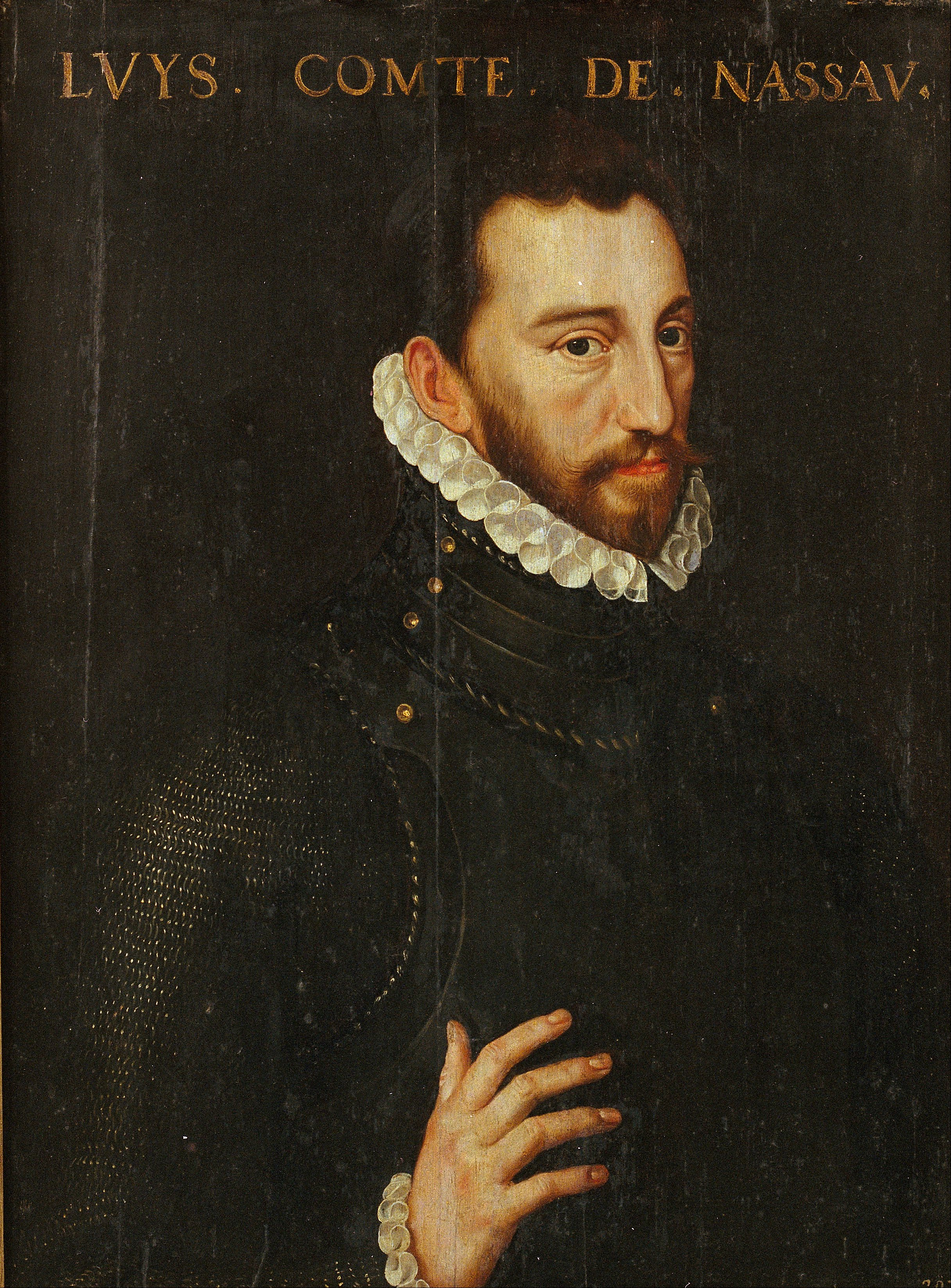
Retrat de Lluis de Nassau, oli sobre fusta, 67.5 × 51 cm, 1570-1574, Museu Nacional d'Art de Catalunya, Barcelona

Adriaen Tomasz Key (Anvers, c. 1544 - després de 1589), va ser un pintor renaixentista flamenc especialitzat en la pintura de retaules per a les esglésies de la seva ciutat natal, així com de retrats.
Va ser deixeble i col·laborador de Willem Key, a qui és probable que li unís algun grau de parentiu. A la mort d'aquest, el 1568, es va inscriure com a mestre en el gremi de Sant Lluc, col·locant-se al capdavant del seu taller. Encara que de religió calvinista, després del setge d'Anvers de 1585 per les tropes espanyoles, Key va romandre a la seva ciutat natal, on es documenta per última vegada el 1589.
El seu estil pictòric, que va evolucionar amb el pas dels anys, evidència aquesta estreta vinculació amb l'art de Willem Key tant en els seus retrats, de mig cos i en posició de tres quarts sobre fons neutre, com en les seves obres religioses. Entre els retrats, amb els quals va aconseguir més fama, cal esmentar el del Príncep d'Orange,  Guillem I el Taciturn, conservat al Rijksmuseum d'Amsterdam, amb rèpliques al Mauritshuis de La Haia i al Museu Thyssen-Bornemisza, o el Retrat de família del Museu del Prado, sever retrat grupal amb calavera i rellotge de sorra al·ludint a la fugacitat de la vida.